# Třešť
Třešť (en allemand : Triesch) est une ville du district de Jihlava, dans la région de Vysočina, en République tchèque. Sa population s'élevait à 5 815 habitants en 2024.

## Géographie
Třešť se trouve à 15 km au sud-ouest de Jihlava et à 116 km au sud-est de Prague.
La commune est limitée par Dolní Cerekev, Jezdovice, Kostelec, Jihlava et Vílanec au nord, par Suchá et Otín à l'est, par Pavlov, Panenská Rozsíčka, Hodice et Růžená au sud, et par Batelov à l'ouest.

## Histoire
La localité a été fondée au XIIIe siècle.

## Musée de la Nativité
Třešť possède un musée, annexe de celui de Jihlava, notamment dédié aux crèches traditionnelles de sa région.
Au XIXe siècle, la tradition des crèches était répandue à Jihlava et à Třebíč, mais également à Třešť, cité rendue unique en son genre par le fait que les sculpteurs sur bois n’ont jamais cessé de donner naissance à de nouvelles crèches. Ici, on tient à garder la tradition bien vivante. De nombreuses familles possèdent leur propre crèche, fruit du travail d’un de leurs membres, mais aussi parfois achetée. Les visiteurs sont les bienvenus pour les admirer en suivant le chemin des crèches (Betlémská cesta) du 26 décembre au 2 janvier de chaque année.

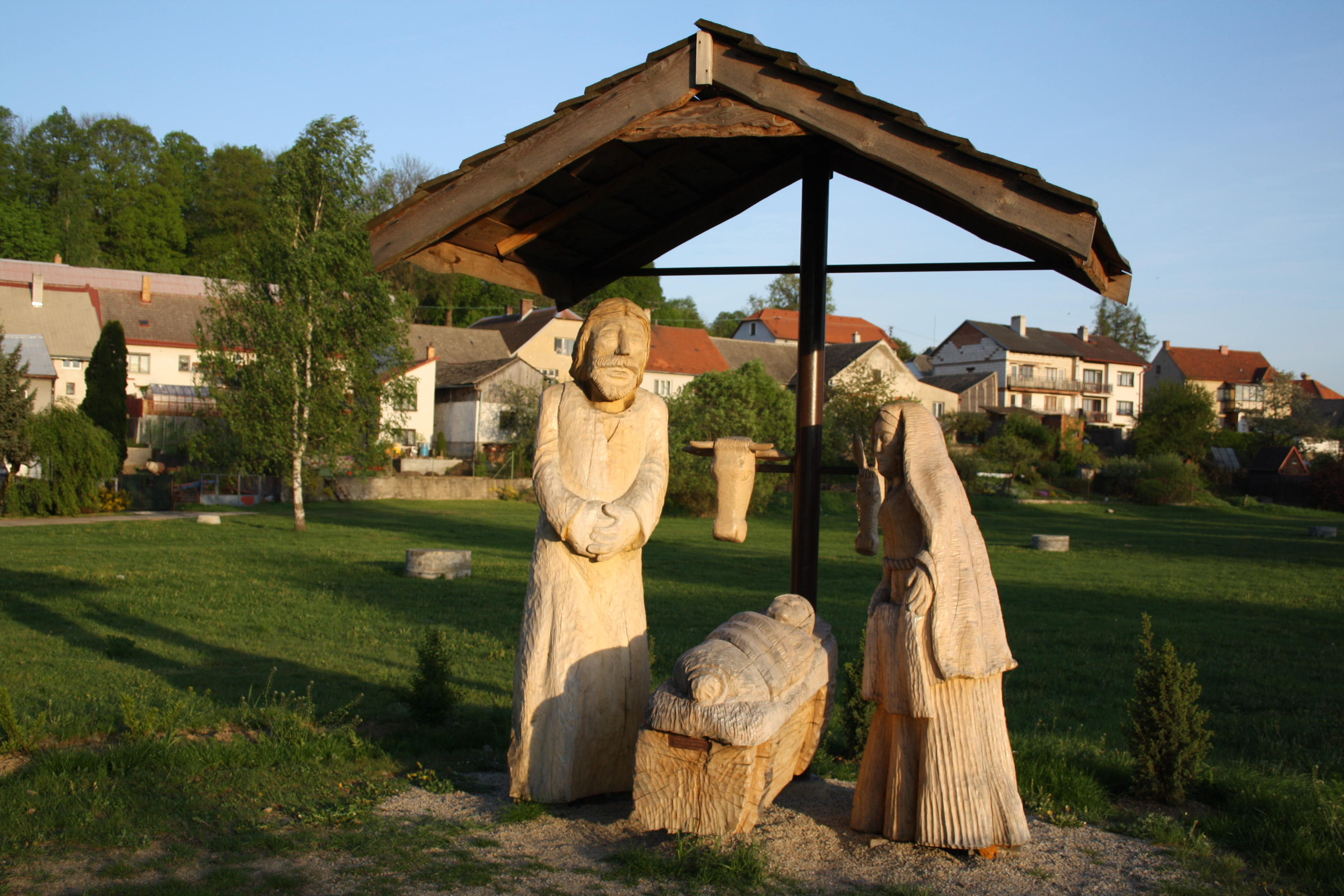
Scène de la Nativité sculptée (grandeur nature).

## Administration
La commune se compose de quatre sections :
- Třešť
- Buková
- Čenkov
- Salavice

## Transports
Par la route, Třešť se trouve à 14 km de Telč, à 16,5 km de Jihlava et à 146 km de Prague.

## Jumelages
Třešť est jumelée avec :
- Pieterlen (Suisse)
- Obergünzburg (Allemagne)

Ville partenaire :
- Raabs an der Thaya (Autriche)

## Personnalité
- Joseph Schumpeter (1883-1950), économiste autrichien, y est né.
- Jiří Háva (né en 1944 à Třešť), coureur cycliste ayant brillé sur la Course de la Paix et dans le Tour de l'Avenir.